# Orificiul Magendie

Secțiune mediană prin cerebel, punte și partea superioară a măduvei spinarii. Săgeata arată sensul de scurgere a lichidului cefalorahidian prin apertura mediană sau orificiul Magendie
1. Vălul medular posterior; 2. Plexul coroid; 3. Cisterna cerebelo-medulară a spațiului subarahnoidian; 4. Canalul central al măduvei spinării; 5. Tuberculii cvadrigeminați; 6. Pedunculul cerebral; 7. Vălul medular anterior; 8. Ependima ce căptușește ventriculul; 9. Cisterna pontomedulară a spațiului subarahnoidian.
cerebellum = cerebelul (creierul mic); pons = puntea lui Varolio; medulla = bulbul rahidian.

Orificiul Magendie sau gaura Magendie, orificiul median al ventriculului al IV-lea (Apertura mediana ventriculi quarti) este un orificiu median larg situat în porțiunea postero-inferioară a plafonului ventriculului IV, care leagă ventriculul cu cisterna cerebelo-medulară, permițând trecerea lichidului cefalorahidian în spațiul subarahnoidian.
Orificiu Magendie este numit după François Magendie, fiziolog francez (1783–1855).